# Хлебное (Харьковская область)
Хлебное (укр. Хлібне) — село, 
Панютинский поселковый совет, 
Лозовский городской совет, 
Харьковская область.
Код КОАТУУ — 6311045401. Население по переписи 2001 года составляет 366 (168/198 м/ж) человек.

## Географическое положение
Село Хлебное примыкает к пгт Панютино.
На расстоянии в 2 км расположен город Лозовая.
Рядом проходит железная дорога, станция Хлебная.

## История
Название происходит от того, что для рабочих, занятых на строительстве Южной железной дороги, здесь пекли хлеб. На территории Украины 4 населённых пункта с названием Хлебное.
Было основано во время строительства Южной железной дороги (около 1869 года).
1927 — официальная дата основания.
Инфраструктура села достаточно развита.    В селе есть неполная средняя школа, небольшое футбольное поле, магазин, пункт приема металлолома. Имеются маршрутный автобус и станция «Хлебное».
Среди водных объектов – небольшой Хлебнянский пруд, образованный в послевоенные времена. Раньше назывался “БакАй”. Это сточный водоем – из него вытекает ручей. С запада, со стороны Царедаровки, в пруд впадает еще один ручей, соединяющий Бакай с двумя небольшими водоемами (один из них называется «Коряги». Далее ручей Бакай течет на восток, проходит под железной дорогой и впадает в Екатериновский пруд. Кроме этого есть еще несколько небольших ручьев, не имеющих имен собственных.

## Экономика
- Молочно-товарная ферма.
- Магазин

## Образование
- Неполная средняя школа (основана в 1914 году, сейчас около 90 учеников, имеет два корпуса).

## Религия
Подавляющее большинство жителей Хлебного православны. Есть верующие-баптисты.
Культовые сооружения (УПЦ МП и ЕХБ) расположены в Панютино.

## Улицы
- Коммунистическая (ранее Причеповка)
- Петровского (ранее Широкая)
- Республиканская
- Чкалова

## Памятники
- Обелиск погибшим во Второй мировой войне
- Крест жертвам Голодомора (установлен в 2008 году на Хлебнянском кладбище)..